# Santiago Xanica
Santiago Xanica är en kommun i Mexiko.   Den ligger i delstaten Oaxaca, i den sydöstra delen av landet, 500 km sydost om huvudstaden Mexico City.
Följande samhällen finns i Santiago Xanica:
- Santa María Coixtepec